# Sagra (род)

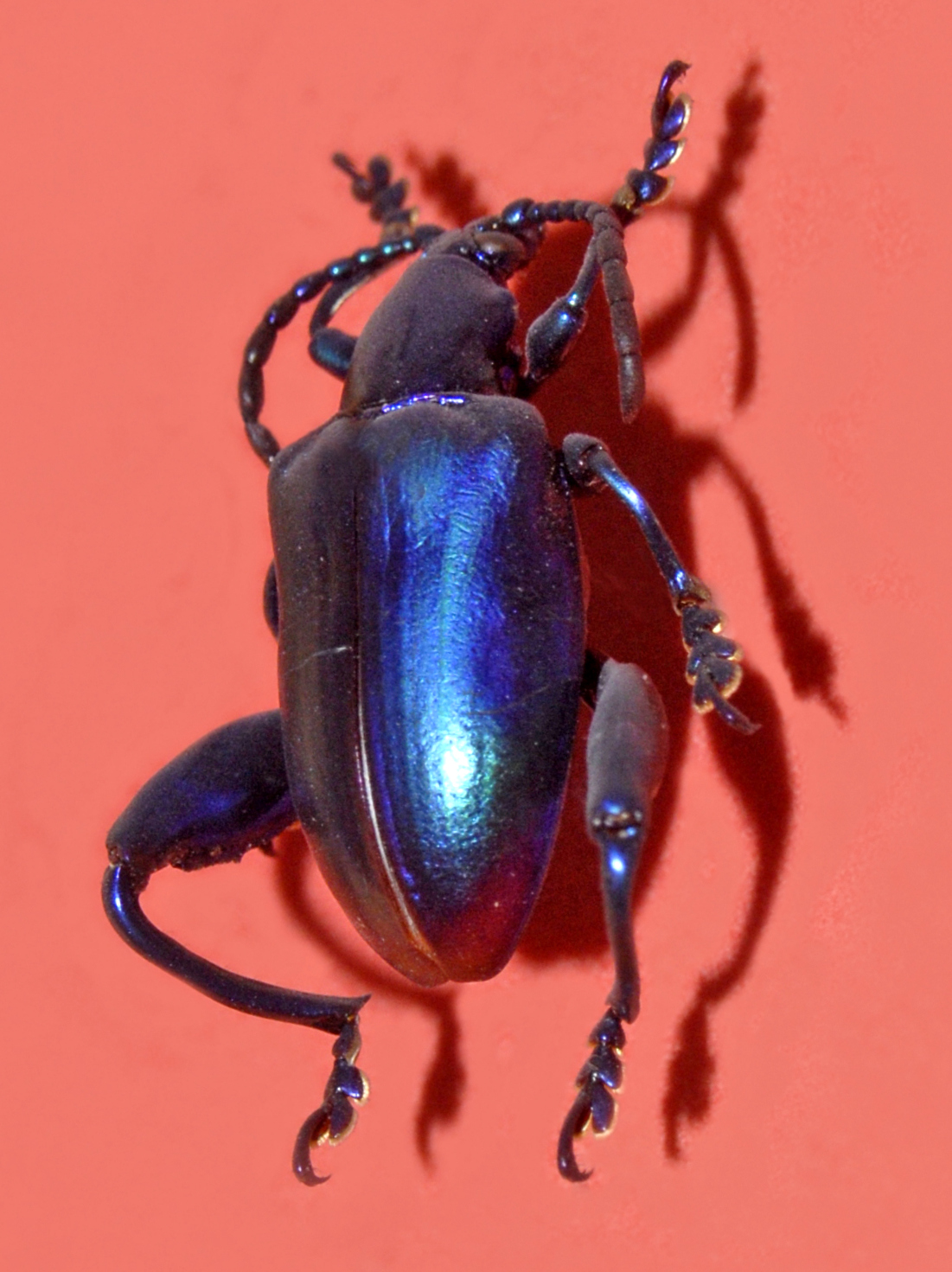
Sagra femorata

Sagra (лат.) — род жуков-листоедов (Chrysomelidae), единственный в составе монотипической трибы Sagrini из подсемейства Sagrinae). Около 15 видов. Юго-Восточная Азия.

## Описание
Крупные жуки-листоеды, длина тела от 2 до 5 см. Обладают прыгательными задними ногами с утолщёнными бёдрами. За необычные ноги их называют frog-legged beetles («лягушконогие жуки») или kangaroo beetles («жуки-кенгуру»). Характеризуются металлической окраской с оттенками синего, фиолетового, зелёного, желтого, розового и красного цвета, которые варьируют в зависимости от направления освещения. Длина тела от 25 до 50 мм. Антенны очень крупные для жуков-листоедов. Голова относительно узкая. Переднеспинка значительно уже надкрылий, у которых отмечены «плечи». Бедро толстое, обычно с несколькими шипами на нижней части, голень изогнута. Формула лапок:5-5-5. Характерен половой диморфизм: самцы намного больше самок (они достигают 50 мм, у самок максимум 27 мм), а их прыгательные ноги намного толще и длиннее. Питаются растениями.

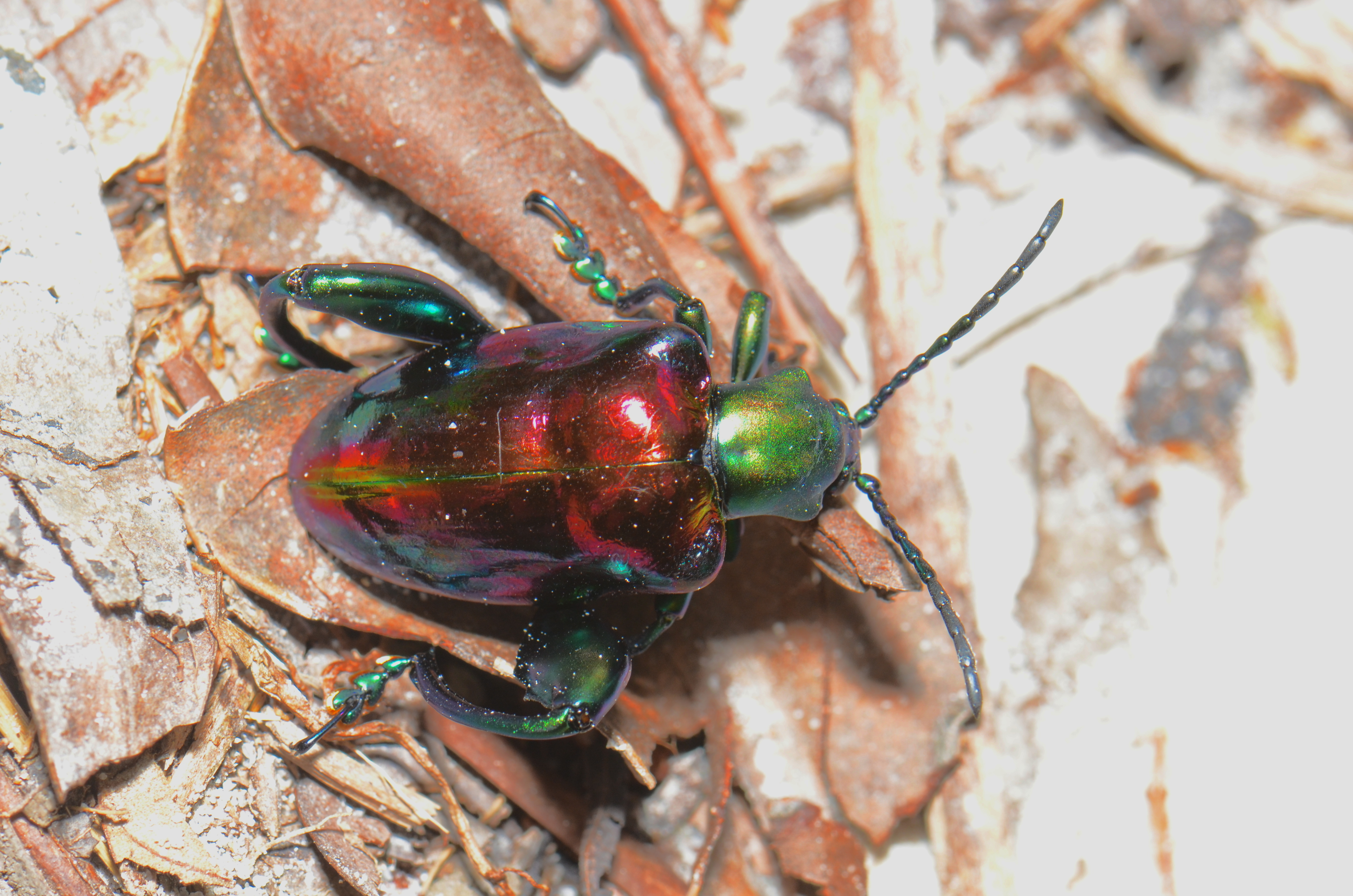
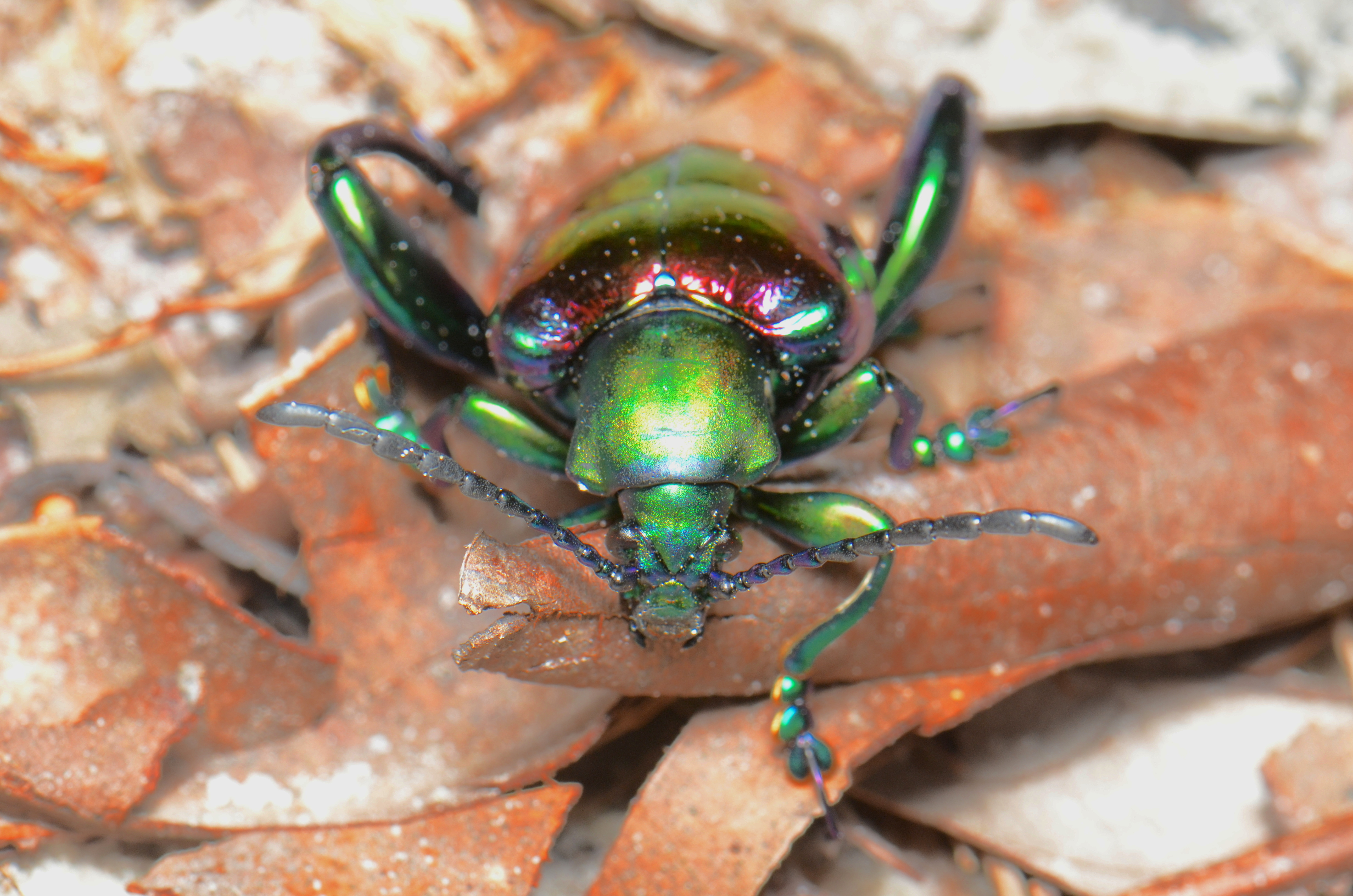
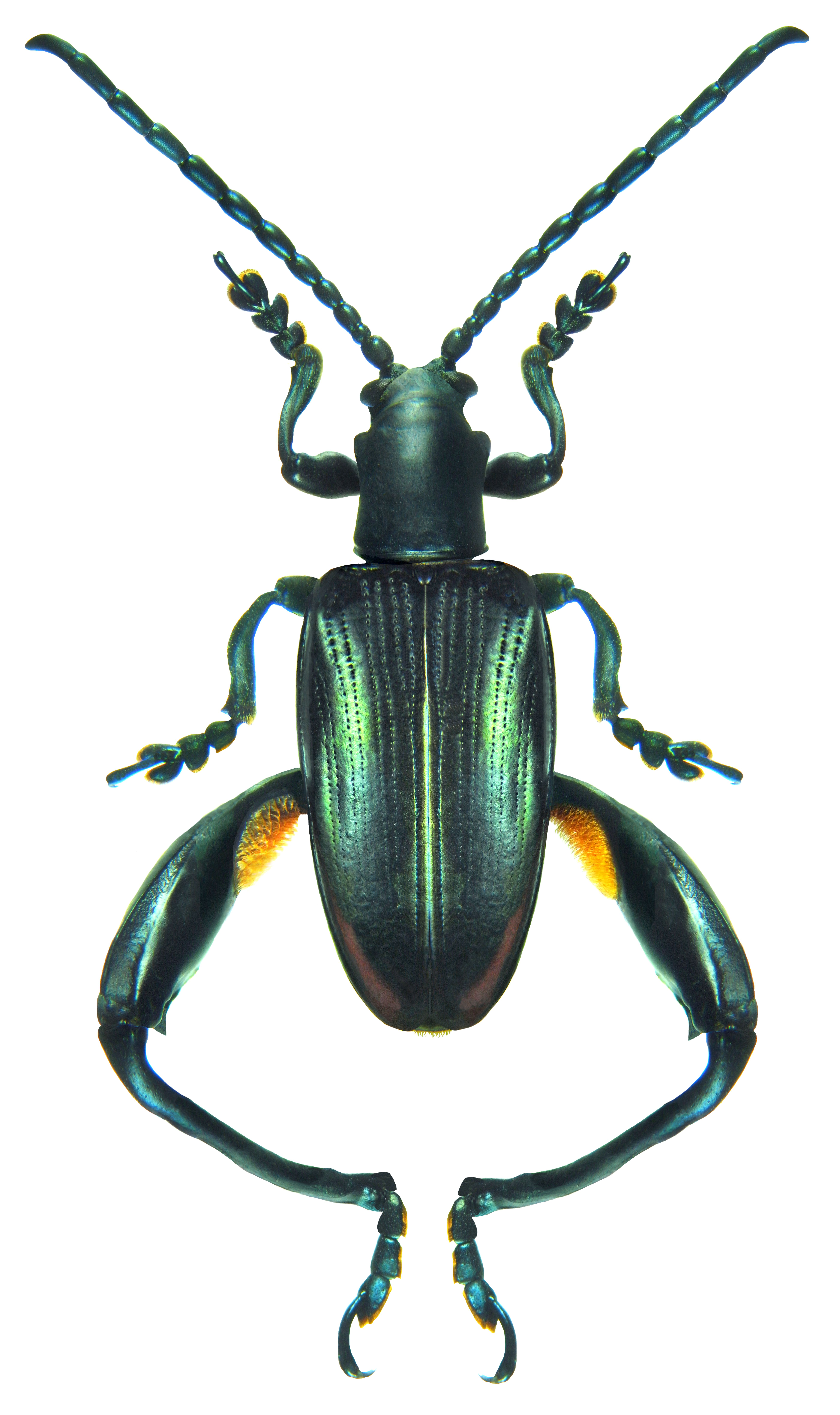
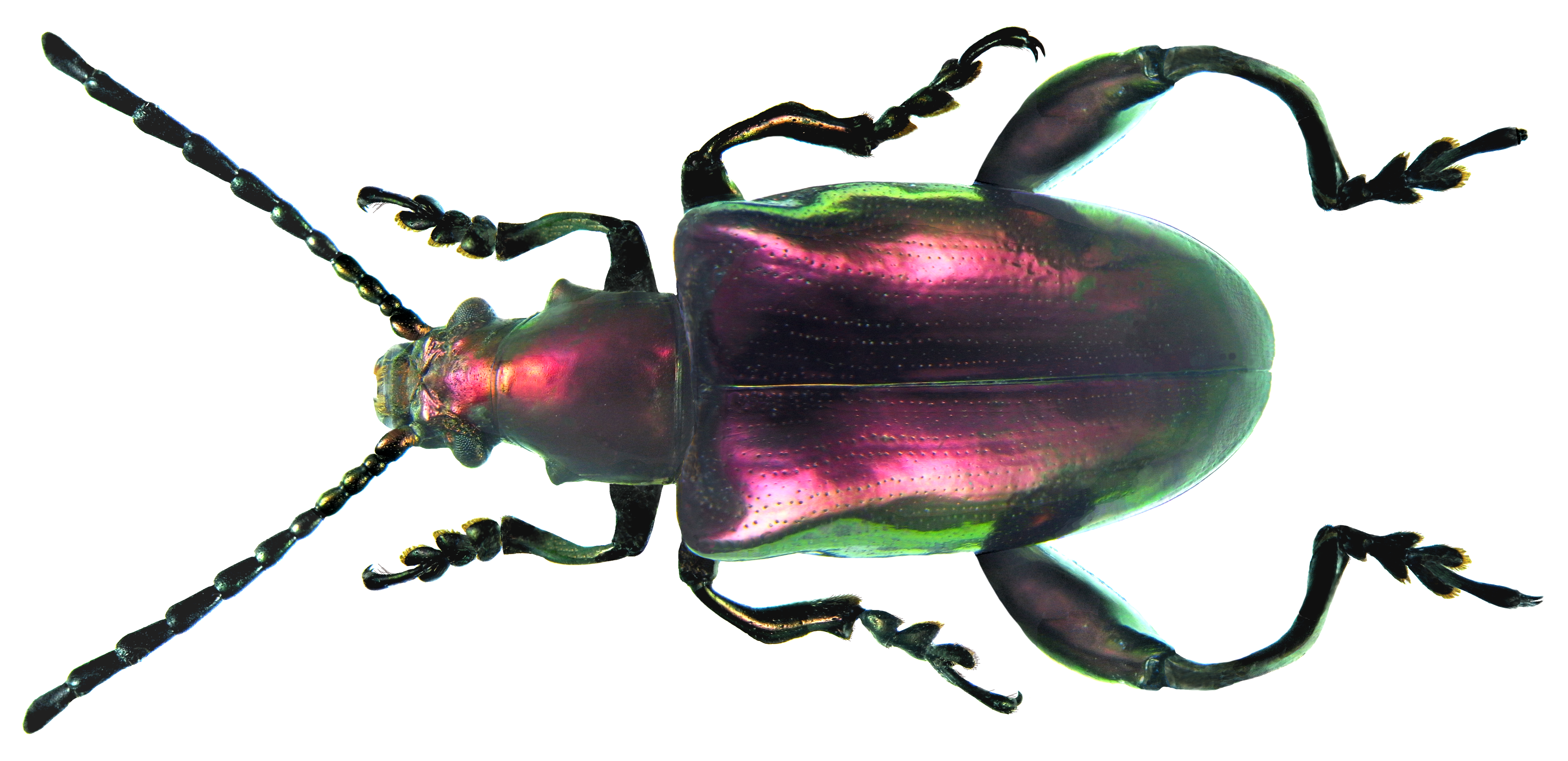

## Классификация
Род образует трибу Sagrini Leach, 1815, которая вместе с трибами Carpophagini Chapuis, 1874, Diaphanopsidini Monrós, 1858 и Megamerini Chapuis, 1874 входит в состав подсемейства Sagrinae.
Подрод Prosagra Crowson, 1946
- Sagra carbunculus Hope, 1842
- Sagra fulgida Weber, 1801
- Sagra humeralis Jacoby, 1904
- Sagra jansoni Baly, 1860
- Sagra mouhoti Baly, 1862
- Sagra odontopus Gistl, 1831

Подрод Sagra Fabricius, 1792
- Sagra femorata (Drury, 1773)
- Sagra longicollis Lacordaire, 1845

Подрод Tinosagra Weise, 1905
- Sagra tristis Fabricius, 1798
- Sagra buqueti (Lesson, 1831)
- Sagra formosa
- Sagra papuana Jacoby, 1889
- Sagra purpurea Lichtenstein, 1795
- Sagra rugulipennis Weise
- Sagra speciosa